# Killeen (Mid Úlster)
Killeen es una localidad situada en el distrito de Mid Úlster de Irlanda del Norte (Reino Unido), con una población en 2011 de 407 habitantes.
Se encuentra ubicada al oeste de Irlanda del Norte, a poca distancia al oeste del lago Neagh, el mayor de las islas británicas, y cerca de la frontera con República de Irlanda.